# Lulav

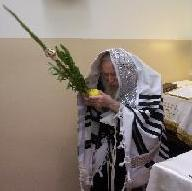
Il rabbino di Zidichov con il lulav.

Lulav (ebraico לולב), nella tradizione ebraica è un ramo verde di palma (il ramo che cresce al suo centro) utilizzato durante il Sukot. Fa parte di quattro specie (Arbaat Haminim) da tenere in mano durante la preghiera. Le altre tre specie sono i tre rami di hadas (הדס, mirto), i due rami di aravot (ערבה, salice), tenuti insieme alla palma da legamenti vegetali, e l’etrog (אֶתְרוֹג, un frutto di citrus medica, privo di difetti).
L'uso, Minhag, che riguarda il luogo per gli altri rami rispetto al ramo di palma può variare.

## Origine e fonte biblica
Nella Torah è descritto l'utilizzo di tali rami: 
(Levitico 23-40.)
Come evidente, tale Mitzvah venne compresa anche tramite interpretazione letterale per la "sua azione", ovvero per la composizione dello stesso Lulav con Etrog "incluso" e, secondo l'opinione Halakhica di Yochanan ben Zakai, per sette giorni ancora oggi sebbene il Tempio di Gerusalemme sia stato distrutto.

## Metafore
Secondo un'interpretazione le quattro specie rappresentano diversi caratteri umani:
- la palma dà frutti dolci nutrienti ma non ha profumo come gli uomini che compiono buone azioni più per il senso del dovere che per altruismo o bontà d'animo infatti hanno studiato ma hanno poche vere Mizvot;
- il mirto ha profumo ma non dà frutti come gli uomini che parlano molto ma non fanno niente per trasformare le parole in azioni infatti hanno Mizvot ma hanno poco studiato, lo studio porta infatti alle Mizvot;
- il salice non dà né profumo né frutti come gli uomini che non compiono buone azioni e sono pure senza interesse per gli altri: essi non hanno Torah e neanche Mizvot;
- il cedro dà frutti buoni e nutrienti e perfino i suoi rami profumano come gli uomini che aiutano il prossimo sia con il cuore che con le buone azioni: essi hanno sia Torah sia Mizvot, sono la parte dei maggiormente completi.

## Movimento verso le 6 direzioni
Dopo la benedizione si agita tre volte il Lulav verso sud, nord, est, alto, basso ed ovest perché la benedizione e la Qedushah di Dio raggiungano tutto il mondo.
L'ordine delle direzioni varia a seconda delle tradizioni.
Durante quest'azione si tiene l'Etrog.

### Uso di "battere" a terra i rami di salice
Verso gli ultimi giorni di Sukkot, non Yom Tov, si scuotono i rami salice cinque volte battendoli a terra: per questa Mitzvah si presta attenzione (cfr anche Etica ebraica).

## 2 Minhaghim per Tu b'Shvat e la vigilia di Pesach
Minhaghim sono quelli di usare a fine festa l'Etrog cucinato prima, a fine Sukkot dopo la sua Mitzvah, possibilmente per mangiarlo dopo, durante il Seder di Tu b'Shvat (per esempio candito o come marmellata/confettura), ed il Lulav ormai seccato per bruciare il Chametz rimasto la mattina della vigilia di Pesach entro il tempo (cfr Zmanim) stabilito Halakhicamente.
Questo per evitare di "sprecare" ciò che è stato usato per Mitzvot e per utilizzarlo invece per altre Mitzvot.